# The Concert (album av Creedence Clearwater Revival)
The Concert är ett livealbum av Creedence Clearwater Revival som släpptes 1980. Konserten spelades in på Oakland Coliseum i Kalifornien 31 januari 1970.
Albumet gavs ursprungligen ut med namnet The Royal Albert Hall Concert men döptes snabbt om efter att man upptäckt att det inte spelats in i Royal Albert Hall.

## Låtlista
1. "Born on the Bayou" - 5:14
2. "Green River" - 3:00
3. "Tombstone Shadow" - 4:05
4. "Don't Look Now" - 2:25
5. "Travelin' Band" - 2:18
6. "Who'll Stop the Rain" - 2:31
7. "Bad Moon Rising" - 2:16
8. "Proud Mary" - 3:09
9. "Fortunate Son" - 2:22
10. "Commotion" - 2:36
11. "The Midnight Special" - 3:48
12. "The Night Time Is the Right Time" - 3:29
13. "Down on the Corner" - 2:44
14. "Keep on Chooglin'" - 9:09

## Medverkande
- John Fogerty - gitarr, sång
- Stu Cook - bas
- Doug Clifford - trummor
- Tom Fogerty - gitarr